# Império Songai
Império Songai  (também grafado Songhai ou  Sonrai) foi um estado pré-colonial africano e uma grande civilização da África Ocidental que se desenvolveu onde hoje está localizado o Mali. Fundado em 1464, por Suni Ali (r. 1464–1492), chegaria ao seu apogeu durante o reinado de Ásquia Maomé I (r. 1493–1528), da dinastia de Ásquia, cujas reformas administrativas, religiosas e educacionais consolidaram as conquistas militares de Suni Ali e permitiram ao Império prosperar durante a maior parte do século XVI. Foi conquistado em 1591, pelo Sultanato Saadiano do Marrocos, que criou, em seu lugar, o Paxalique de Tombuctu.

## História
Em 1492, Suni Ali (r. 1464–1492) faleceu durante uma campanha e seu filho Suni Baru foi aclamado rei em 21 de janeiro. Apesar disso, Suni Yoongi Baru logo perdeu o apoio dos muçulmanos do império, que julgavam-o desviado na fé, e Maomé ibne Abacar, um importante governador e general de seu pai, usou dessa dissidência para projetar-se ao trono. Tão cedo quanto fevereiro de 1493, Maomé fez sua primeira tentativa. Em 12 de abril de 1493, na Batalha de Anfao, apesar de numericamente inferiores, as formas de Maomé venceram. Ao derrotar seu inimigo, Maomé assumiu o título de ásquia, que tornar-se-ia nome de sua dinastia.
Em outubro/novembro de 1496, nomeou seu primeiro incumbente, seu irmão Confari Omar, para reinar enquanto peregrinava (haje) a Meca. Visitou o califa Almostancique no Cairo que proclamou-o califa de todo o Sudão, termo que à época designava vagamente vasta área na África subsaariana que compreendia Mali, Chade, noroeste da Nigéria e Níger; segundo sua leitura, J. O. Hunwick considerou que a nomeação foi para "governante das terras do Tacrur" e que foi representante do califa. Em Meca, o xarife Maomé tratou-o com muito respeito, dando-lhe turbante e espada e conferindo-lhe título de califa do Sudão Ocidental com direito a antigos grupos vassalos dos sunis;[a] Maomé enviaria o xarife Alçacli como emissário ao Império Songai. O cronista Mamude Cati que escreveria o Tarik al-Fattah acompanhou-o.[a] Para seu haje, Ásquia foi acompanhado de um exército de 800 cavaleiros e numerosos ulemás e levou uma soma de cerca de 300 000 dinares para suas despesas.
Em seu retorno em 1497/1498, usou o título de Alhaje. Também deu cabo de uma série de jiades contra seus vizinhos não-muçulmanos e várias campanhas contra designadas para estabelecer a hegemonia songai e a autoridade de Ásquia como representante califal sobre Estados governados por muçulmanos a leste e oeste do núcleo do país criado por Suni Ali no vale do Médio Níger. Maomé Almaguili, ao encontrar-se com Ásquia após seu retorno para Gao, afirmou-lhe que jiades contra governantes muçulmanos opressivos eram legais e necessárias, bem como aquelas contra muçulmanos que falharam em abandonar costumes e crenças pagãs e aqueles que eram "negligentes" (mumaluns), ou seja, que não juraram lealdade a nenhum emir.
Em 1498, foi vitorioso sobre os mossis de Iatenga e levou para Gao uma multidão de escravos sem conseguir ocupar-lhes o território ou domá-los. Em 1499, atacou Agadez, onde estava assentado Maomé Talzi Tanete, sultão dos tuaregues e Air, de modo a acabar com os ataques tuaregues aos cáfilas que atravessaram o deserto e assumir controle de relevante ponto de encontro caravaneiro entre Gao, a Hauçalândia e Bornu, de um lado, e Trípoli e o Egito, do outro; Ásquia foi vitorioso, depondo o sultão e obrigando a cidade a pagar-lhe imposto. Pouco depois, os songais atacaram com sucesso os soninquês de Bagana e seus aliados, os fulas de Macina, garantindo-lhes controle da região entre Tombuctu e Jené. Em 1501, Diala, vassala do Império do Mali, se submeteu, e em 1508, Gigam (no Senegal), outro vassalo de Mali, entregou-o a Songai. Por outro lado, em 1504 Ásquia foi derrotado pela cavalaria bariba e em 1505-1506 foi derrotado por Borgu (região hoje na fronteira do Níger e Nigéria), que permaneceu obstinado. Em 1512, o rei de Diara, aceitando a suserania de Songai, pediu-lhe auxílio contra Tenguelá, senhor de Futa Jalom. O Ásquia atendeu ao pedido do rei de Diara. Um enorme exército, sob o comando de seu irmão Omar, atravessou as terras áridas durante dois meses e, após vencer a sede, impôs-se ao inimigo. A fronteira oeste entre Songai e o Mali passou a ser o alto Senegal.
Após derrotar os tuaregues de Agadez, dirigiu sua atenção aos habitantes de Aquilu, que controlava Ualata, e derrotou-os com sua infantaria a cavalaria. Após ocupar a cidade, os tuaregues fugiram ao deserto e iniciaram ataques a Ualata. Cientes da incapacidade para lidar com as guerrilhas, os songais concordaram em partir em troca de compromisso de vassalagem e tributo. Os tuaregues do Air, das cercanias de Tombuctu e das proximidades de Ualata aceitaram a suserania dos ásquias como aliados e para selar o acordo, Ásquia deu uma filha em casamento ao magcharencoi. Como consequência do acordo, os tuaregues confirmaram sua posição de intermediários comerciais nas rotas do deserto, enquanto aos songais era vantajoso o emprego da camelaria berbere para proteger as caravanas em vez de atacá-las. Com o controle dos grandes portos do comércio a distância — Gao, Tombuctu, Jené e Ualata — e a obtenção, bem ou mal, da aquietação dos tuaregues, ásquia orientou-se para leste, aos  domínios hauçás, a fim de disputar a Bornu o comércio de noz de cola e ouro e tudo o mais na Hauçalândia: produtos agrícolas, gado, escravaria e artesanato, sobretudo trabalhos de couro afamados no norte da África e até mesmo Europa, que aos mais finos chamou marroquim.
Para Leão Africano, na segunda década do século XVI, Ásquia atacou Catsina e reduziu sua população à metade, tamanha a quantidade de escravos que dali retirou. Então voltou-se para Zária e Cano que se dobrou à paz após prolongado cerco. O sarqui ofereceu uma de suas filhas por esposa ao ásquia, bem como um terço das rendas do estado. Fechou-se o trato, e os songais, após deixarem em Cano coletores de impostos, rumaram para Gobir, onde o rei foi morto e seus netos foram castrados para servir como eunucos. A maior parte da população de Gobir foi escravizada e o restante sofreu o peso dos tributos; as afirmações de Leão Africano são hoje descartadas pela inexistência de menção a qualquer referência sob os ataques na Crônica de Cano, nas tradições hauçás e nem noutras fontes. Entre 1515 e 1517, Ásquia teve que submeter novamente Agadez, impondo-lhe desta feita uma guarnição e talvez um administrador songai.
Cunta Quenta de Quebi, um Estado situado entre os territórios songais e a Hauçalândia a oeste das quedas do Socoto, era aliado de ásquias nessas expedições. Desgostoso com a parcela que lhe coubera da pilhagem de Agadez, rompeu os laços com os songais. Protegido por alagadiços, Cunta conseguiu afirmar sua independência ao combate efetivo às tropas do Ásquia e conseguiu transformar seu país num estado-tampão entre o Império Songai e a Hauçalândia, protegendo o primeiro da segunda, mas sem impedir que as cidades hauçás começassem gradualmente a cair na órbita de Bornu. O reinado de Ásquia não terminou bem. Confrontando suas ideias de tornar-se o governante único de um Sudão islamizado, seus filhos disputaram por seus espólios. Após a morte de seu comandante-em-chefe e irmão Canfari Omar em 1519, Ásquia não estava mais seguro nem mesmo na capital, e os songais pareciam-lhe "tão tortos quanto o curso do rio Níger". Amargurado e meio cego, o já idoso Ásquia tinha apenas seu amigo e conselheiro Ali Folem. Em 1528/1529, seu filho mais velho Muça conspirou contra ele e matou seu novo general-em-chefe Iáia, outro de seus irmãos, que havia permanecido leal. Muça depôs o pai e tomou o nome de Ásquia Muça. Permaneceu no comando por três anos, quando foi assassinado por um de seus irmãos, que baniu seu pai para uma ilha no Níger.

## Geografia
Segundo a História do Sudão do século XVII de Abedal Sadi, o território do Império Songai sob Ásquia, conquistado "por fogo e espada", se estendia a oeste até o oceano Atlântico, a noroeste às minas de sal de Tagaza (na fronteira setentrional do Mali), a sudoeste tão longe quanto Bendugu (Segu), sudeste a Bussa e nordeste para Agadez; Josef W. Meri sugeriu que a Hauçalândia e os oásis do Saara estiveram sob sua autoridade. Para Jean Pierre Rouch, é certo que a influência songai durante o reinado de Ásquia era considerável e estendia-se para além dos limites descritos por Abedal Sadi, com todos os estados vizinhos, aliados ou inimigos, experimentando seu fermento civilizatório. Além disso, como resultado de suas guerras, conseguiu vastos territórios tributáveis e o controle das principais rotas do comércio transaariano, permitindo a prosperidade do Império Songai no século XVI.

## Administração
Coube aos ásquias organizar a administração do país. Se baseando em antigas estruturas administrativas do Mali, Ásquia Maomé I (r. 1493–1528) iniciou o processo de departamentalização do governo em unidades fiscal, militar, administrativa e judicial ao criar as posições de ministro de finança, justiça, interior, protocolo, agricultura, águas e florestas e das "tribos da raça branca" (mouros e tuaregues), que eram vassalos dos songais e forneciam esquadrões de tropas montadas em dromedários; os ofícios eram preenchidos por seus irmãos, filhos e primos e árabes em detrimento de songais. Dividiu o país em províncias sob governadores e nomeou governadores especiais às cidades de Tombuctu, Jené, Macina e Tagaza. As províncias eram agrupadas em regiões, administradas por governadores regionais que eram auxiliados pelos ministros; nas províncias ocidentais, criou o ofício de canfari (kanfari), cujo ocupante, centrado em Tindarma perto do lago Fati, parece ter sido vice-rei de todo a metade ocidental do império; também havia outros governadores como o dendifari, o governador do sudeste.
O centro da burocracia foi o próprio Ásquia, que era assistido por um grupo de conselheiros. Na corte real, o suntuoso cerimonial em torno do ásquia era administrado pelos oficial conhecido como hugucoreicoi (hugu-korei-koi), um administrador com influência política substancial e poder militar. Um uanadu (wanadu) ou porta-voz do rei transmitia a palavra do monarcas às audiências régias, enquanto altos secretários, comumente do Marrocos, supervisionavam a chancelaria real. Ásquia introduziu um sistema de impostos no qual cada cidade ou distrito tinha seu próprio coletor de impostos de nome farimondio (lit. "chefe dos campos"). Idem usou a perícia dos estudiosos de Tombuctu em assuntos do Estado. Durante os longos períodos que permaneceu estacionado na capital Gao (1502-1504 e 1506-1507), ocupou-se com a reforma do sistema de dízimos e impostos, a regulação da agricultura e pesca e o recrutamento e treino de administradores e governadores.
Ásquia Maomé e seus sucessores distribuíram concessões à maneira dos mamelucos; criaram feudos (ictas) nas terras (carajes) arrancadas dos não muçulmanos; e em vez de dar aos seus favoritos – os servos – as terras que não eram cedíveis ou sua propriedade, outorgaram‑lhes o usufruto dos direitos, assim como taxas e ganhos pagáveis ao Estado.

## Religião
Nos séculos XVI e XV, a religião mais comum não era o Islã. Muitos dos songais que viviam nos campos continuaram seguindo as crenças antigas da região, como o culto aos Hole (duplo) e aos espíritos da natureza. Portanto, a fé islâmica teve pouco impacto nas áreas rurais. Dessa forma, Ásquia Maomé tratou de combater e expandir o islamismo pelo Império Songai. Ásquia Maomé tomou como conselheiro o reformador marroquino Maomé Almaguili que ajudou-o a tomar as propriedades dos descendentes dos derrotados sunis e os grupos vassalos que não se converteram ao islamismo. Por seu grande interesse pelo sistema legal islâmico, perguntou várias perguntas sobre teologia islâmica a Almaguili; as respostas, que circularam no Império Songai sob seus auspícios, tiveram grande influência na posterior revolução de Otomão dã Fodio (r. 1803–1815). Sob Ásquia e sucessores, as religiões autóctones do Sudão que fizeram o islamismo songai esotérico sob os sunis converteu-se em islamismo estatal cujo código civil era o Alcorão e cuja escrita oficial era o árabe. Dedicou muito tempo treinando cádis (juízes) para interpretar a lei; Mamude ibne Omar ibne Mamude Acite, o cádi de Tombuctu em 1498-1499, foi um de seus nomeados.

## Educação
Jené e Ualata reemergiram como grandes centros de erudição e religião e Tombuctu ganhou fama de centro intelectual e rivalizou com outros centros no mundo islâmico; a Universidade de Sancoré atraiu gente de várias partes do mundo que iam estudar várias ciências (língua, política, medicina, estudos corânicos); emissários da Europa foram a Sancoré para verificar suas bibliotecas com manuscritos consultados por matemáticos, astrônomos, médicos e juristas. Patrocinou estudiosos locais com seu próprio tesouro e elevou a inteligência muçulmana na classe feudal ao dar-lhes terras. Na educação do Império Songai, havia dois níveis de estudos. O primeiro era o nível elementar, na escola crônica, onde os alunos aprendiam a ler o Corão. O segundo era o nível superior, onde os estudantes aprendiam ciência islâmica.

## Economia
Ásquia Maomé introduziu sistema de pesos e medidas uniforme que beneficiaria o comércio e reformou a moeda, permitindo uma homogenização. A casta artesã herdada do Mali foi mantida e o trabalho escravo foi essencial à agricultura. Além de ouro, exportava-se noz de cola e escravos do mesmo modo que importava cerâmica exótica, têxteis, cavalos, sal e bens de luxo trazidos por mercadores da Ásia, Oriente Médio e a Europa. A economia do Império Songai era dividida em dois setores diferentes: um rural e tradicional, que utilizava técnicas ancestrais de agricultura como manejo da terra e cultivo hortícola, e outro urbano e comercial, centrado nas rotas de comércio, sustentado pelo sistema de trocas. Além da agricultura, na região do vale do Níger, também eram praticadas atividades como pesca e criação de gado.

## Exército
Um exército e frota de canoas de guerra fixas (Junde Songai) foi estabelecido e dirigido por comandantes regionais assistidos por oficiais que organizavam o transporte militar por barco no Níger; um deles chamava-se hicoi (hi-koi, lit. "comandante das canoas"). Outrossim, um regimento de eunucos a cavalo foi instituído. Deles, contaram-se 2 000 numa só campanha, segundo uma crônica do Quinhentos, ou 4 000 conforme outra. No primeiro desses textos, diz-se que o rei, em suas audiências das sextas-feiras, era seguido por 700 eunucos. Alberto da Costa e Silva concluiu que caso os valores estiverem corretos, "a escravaria castrada devia formar, em Songai, uma pequena multidão, pois mais numerosos do que os guardas de honra do rei seriam, com certeza, os encarregados dos haréns."

## Sociedade
A sociedade songai era parecida com a do Sudão Ocidental, e seu progresso econômico estava centrado no comércio, o que levou ao surgimento de uma sociedade urbana. A estruturação da sociedade ocorria através de uma hierarquia bem definida, tanto é, que se tornou sua característica principal. A sociedade era dividida entre nobres, homens livres, membros de castas de ofícios e escravos. Fora do Vale do Níger, os songais viviam em aldeias e se dedicavam às atividades agrícolas, a pesca e também ao artesanato. Na cidade, os songais formavam uma sociedade hierárquica, seguindo o modelo sudanês, entretanto, com uma diferença econômica. A sociedade urbana era formada por três grupos principais: os comerciantes, os artesãos e os religiosos, ambos os grupos dependiam do comércio para sustento.